# Helene Otto

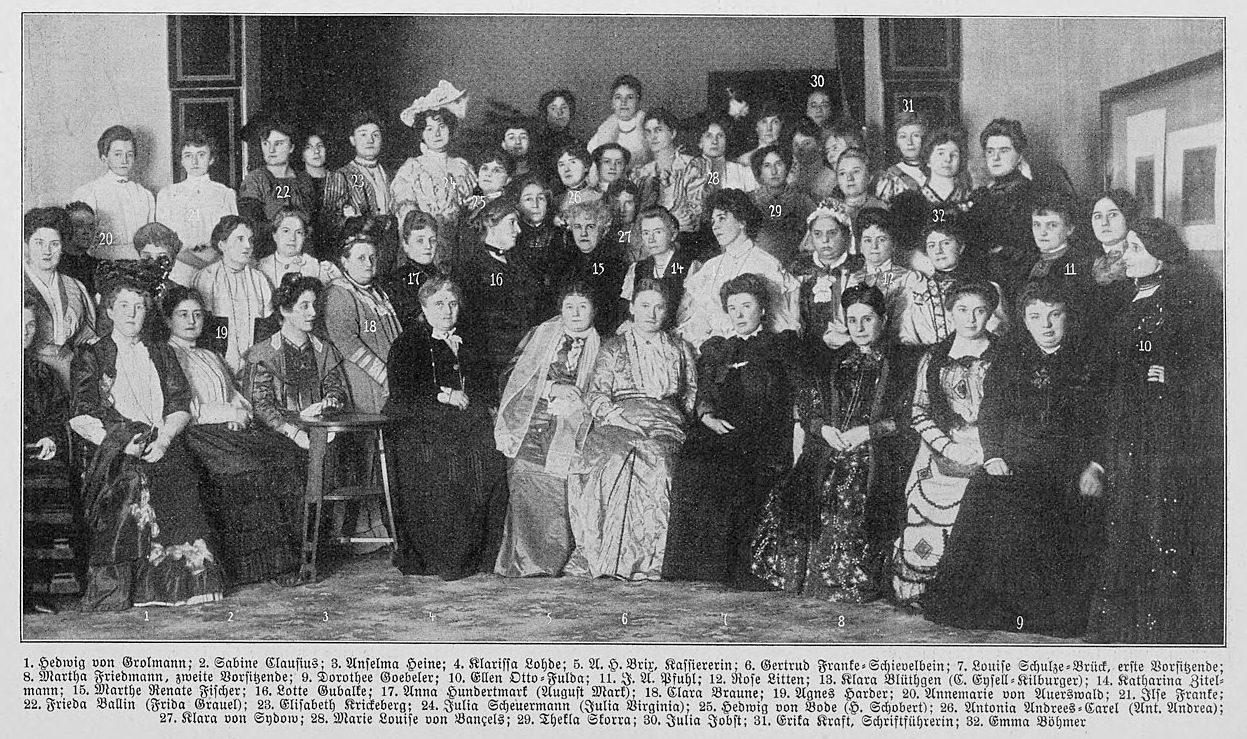
Deutscher Schriftstellerinnenbund, 1906, mit Ellen Otto-Fulda (ganz rechts, Nr. 10)

Helene Hermine Johanne Otto, Pseudonym Ellen Otto-Fulda (* 16. Dezember 1856 in Ribnitz, Großherzogtum Mecklenburg-Schwerin als Helene Hermine Johanne Ladendorff; † 3. September 1949 in Berlin-Charlottenburg) war eine deutsche Schriftstellerin.

## Leben und Wirken
Ihr Großvater mütterlicherseits Heinrich Fulda war Posthalter, ihre Mutter Sophia Julia Elise Fulda heiratete den Postsekretär Johann Carl Ludwig Ladendorf aus Neu-Sanitz und Ribnitz.
Helene heiratete den Postbeamten Carl Wilhelm Otto aus Waren 1876 in Ribnitz.
1897 lebte sie in Neustrelitz, Augustastraße 22, um 1914 in Berlin.
1906 war sie Mitglied im Deutschen Schriftstellerinnenbund.

## Publikationen
Helene Otto schrieb Feuilletons, Gedichte und Novellen für Zeitschriften. Einzelausgaben waren 
- Bistrafte Oewergloben. Schwank in 1 Opzog, [1912]
- Erdgesänge, Gedichte, 1920[3]

Unsichere Autorschaft
- Die Wahrheit über Jesus von Nazareth. Eine kritische Studie, Dresden, 1908, mit Carl Otto[4]